# Pierre Théoma Boisrond-Canal
Pierre Théoma Boisrond-Canal (Les Cayes, 12 de junho de 1832 - Porto Príncipe, 6 de março de 1905) foi presidente do Haiti por três ocasiões.